# آلامو کراسینگ (آریزونا)
الامو کراسینگ، اریزونا (به انگلیسی: Alamo Crossing, Arizona) یک شهر متروکه در ایالات متحده آمریکا است که در آریزونا واقع شده‌است.

## خصوصیات
الامو کراسینگ ۳۷۷ متر بالاتر از سطح دریا واقع شده‌است.